# ACDトレヴィーゾ2013
アッソチャツィオーネ・カルチョ・ディレッタンティ・トレヴィーゾ2013（Associazione Calcio Dilettanti Treviso 2013）は、イタリア・トレヴィーゾに本拠地を置くサッカークラブである。2015-16シーズンはエッチェッレンツァ・ヴェネト・ジローネBに所属している。

## 歴史

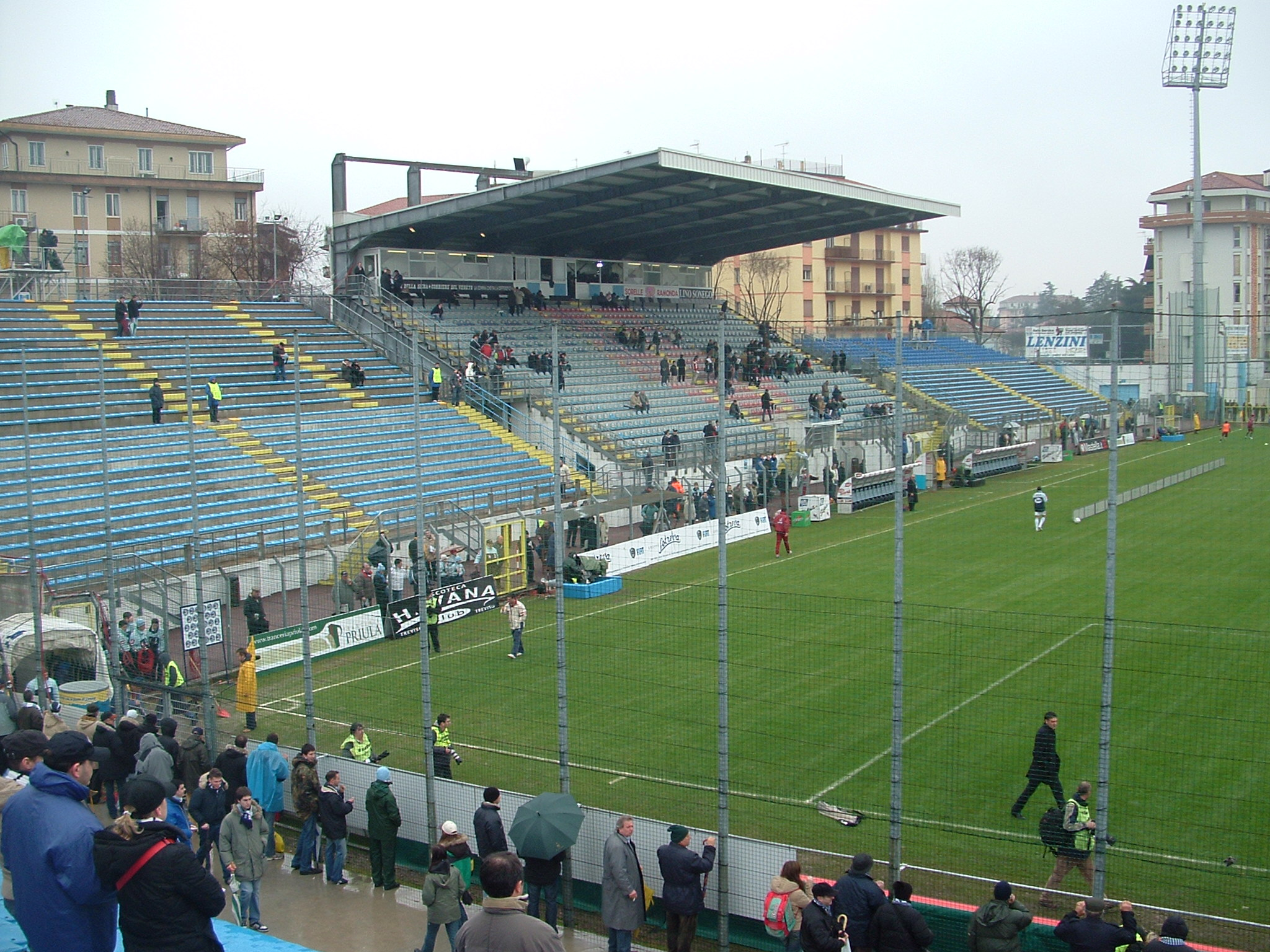
スタディオ・オモボーノ・テンニ

1909年に創立されたクラブで、ACトレヴィーゾ（Associazione Calcio Treviso）を名乗っていた1946-1947シーズンに、初めてセリエBへ参加。しかしその後チームは低迷し、アマチュアリーグに参加していた時期もあった。1993年に破産し、トレヴィーゾFC 1993（Treviso Foot Ball Club 1993）と名前を変更し、セリエDからの再スタートを切った。
2002-03シーズン頃からクラブは上昇し始め、セリエC1、セリエBと復帰を果たす。そして2004-05シーズンにセリエBで5位の成績を修め、プレーオフ進出。1度はACペルージャとのプレーオフに敗れたものの、ジェノアCFCのセリエC1降格(八百長に対する制裁措置)、トリノ・カルチョの昇格見送り、ペルージャのセリエC1降格によって史上初のセリエA昇格を果たす。しかし、結局は1シーズンで降格することとなった。
セリエB降格後も不安定な成績が続き、2008-09シーズンは22位に終わりレガ・プロ・プリマ・ディヴィジオーネへ降格する予定だったが、財政難の影響もありクラブは2度目の解散。2009-10シーズンからはASDトレヴィーゾ2009（Associazione Sportiva Dilettantistica Treviso 2009）として、地域リーグのエッチェッレンツァから再出発した。レガ・プロ・セコンダ・ディヴィジオーネ復帰が決まった2011年夏に、FCトレヴィーゾ（Football Club Treviso S.r.l.）へクラブ名を変更した。2012-13シーズンを終えクラブはまたも財政上の問題に陥り、ACDトレヴィーゾ2013（Associazione Calcio Dilettanti Treviso 2013）として再建された。

## タイトル

### 国内タイトル
- セリエC : 1回

1949-50
- セリエC1 : 2回

1996-97、2002-03
- セリエC2 : 1回

1995-96
- レガ・プロ・セコンダ・ディヴィジオーネ : 1回

2011-12
- セリエD : 2回

1974-75、2010-11
- カンピオナート・ナツィオナーレ・ディレッタンティ : 1回

1994-95
- コッパ・イタリア・ディレッタンティ : 1回

1992-93
- スーペルコッパ・ディ・レガ・ディ・セリエC : 1回

2002-03

### 国際タイトル
なし

## 過去の成績
- 2000-01 セリエB 17位 セリエC1降格
- 2001-02 セリエC1・ジローネA 4位
- 2002-03 セリエC1・ジローネA 1位 セリエB昇格
- 2003-04 セリエB 15位
- 2004-05 セリエB 4位 上位クラブが昇格条件を満たせずセリエAに繰り上げ昇格
- 2005-06 セリエA 19位 セリエB降格
- 2006-07 セリエB 13位
- 2007-08 セリエB 18位
- 2008-09 セリエB 22位 クラブ破綻によりエッチェッレンツァ降格
- 2009-10 エッチェッレンツァ・ヴェネト・ジローネB 7位 セリエD昇格
- 2010-11 セリエD・ジローネC 1位 レガ・プロ昇格
- 2011-12 レガ・プロ・セコンダ・ディヴィジオーネ・ジローネA 1位 レガ・プロ・プリマ・ディヴィジオーネ昇格
- 2012-13 レガ・プロ・プリマ・ディヴィジオーネ・ジローネA 18位 クラブ破綻によりプロモツィオーネ降格
- 2013-14 プロモツィオーネ・ヴェネト・ジローネB 3位 昇格
- 2014-15 エッチェッレンツァ・ヴェネト・ジローネB 8位
- 2015-16 エッチェッレンツァ・ヴェネト・ジローネB

## 現所属メンバー
2016年2月11日現在
注：選手の国籍表記はFIFAの定めた代表資格ルールに基づく。
| No. | Pos. |  | 選手名                         |
| --- | ---- |  | ------------------------------ |
|     | GK   |  | ミケーレ・ゴッタールディ       |
|     | GK   |  | ダミアーノ・スキンカリオール   |
|     | DF   |  | マルコ・ベッロット             |
|     | DF   |  | ロッコ・ドネ                   |
|     | DF   |  | イゴール・フルラン             |
|     | DF   |  | ジャンルーカ・ジョヴァンニーニ |
|     | DF   |  | アレッサンドロ・プロスドチーミ |
|     | DF   |  | エンリーコ・サグイ             |
|     | MF   |  | ステーファノ・アントニオーリ   |
|     | MF   |  | アンドレーア・ビオンド         |
|     | MF   |  | ダニエーレ・カゼッラ           |

| No. | Pos. |  | 選手名                     |
| --- | ---- |  | -------------------------- |
|     | MF   |  | ティベーリオ・グラナーティ |
|     | MF   |  | マッテーオ・マステッロット |
|     | MF   |  | マルコ・モレッティ         |
|     | MF   |  | デニス・ディ・サールヴォ   |
|     | MF   |  | リッカルド・サルトーリ     |
|     | FW   |  | アレッサンドロ・カッテラン |
|     | FW   |  | ジョヴァンニ・フルラネット |
|     | FW   |  | ケヴィン・ロヴィソット     |
|     | FW   |  | エンリーコ・モレット       |
|     | FW   |  | ファトミル・サカイェヴァ   |
|     | FW   |  | パオーロ・ザナールド       |

## 歴代監督
- エドアルド・レヤ 1984-1985
- フランチェスコ・グイドリン 1989-1990
- ジュゼッペ・ピッロン 1994-1997, 2004-2005, 2007-2008
- エツィオ・ロッシ 2005.6-11, 2006.11-2007
- アルベルト・カバジン 2005.11-2006.2
- アベル・バルボ 2009.2-3

## 歴代所属選手

### GK
- ジャン・フランソワ・ジレ 2003-2004
- マルコ・バロッタ 2004-2005
- フェデリコ・マルケッティ 2004
- サミール・ハンダノヴィッチ 2005
- ヴラダ・アヴラモヴ 2006-2007

### DF
- ロレンツォ・ミノッティ 1999-2001
- マヌエル・パスクアル 2001-2002
- アンドレア・ドッセーナ 2005-2006
- カルロス・アドリアン・バルデス 2005-2007
- マルティン・ペトラーシュ 2007
- ヴェディン・ムジッチ 2007
- レオナルド・ボヌッチ 2007-2009

### MF
- ジャンニ・デ・ビアージ 1974-1975, 1987-1989
- マッシモ・ゴッビ 1999-2001, 2003-2004
- エマヌエレ・フィリッピーニ 2005-2006
- アントニオ・フィリッピーニ 2005-2006
- ジャンニ・ギグー 2005-2009
- アンドレア・ルッソット 2005-2008
- クリスティアン・マッジョ 2006

### FW
- ルカ・トーニ 1999-2000
- パスクアーレ・フォッジャ 2000-2003
- トンマーゾ・ロッキ 2000-2001
- マルコ・ボリエッロ 2001, 2005.1-2006
- バレート 2003-2005, 2007-2008
- ロベルト・アクアフレスカ 2005-2007
- アルトゥーロ・ルポリ 2008